# 長崎県の資格者配置路線
長崎県の資格者配置路線（ながさきけんのしかくしゃはいちろせん）とは、交通誘導警備業務に関し、道路又は交通の状況により、長崎県公安委員会が道路における危険を防止するため必要と認める路線である。当該路線で交通誘導警備業務を実施するにあたっては、交通誘導警備業務を実施する場所ごとに、交通誘導警備業務1級検定又は2級検定の合格証明書の交付を受けた警備員を1名以上配置しなければならない。

## 告示・施行
- 2006年12月5日：告示　　長崎県公安委員会告示第34号
- 2007年6月1日：施行

## 路線一覧
|    | 路線名    | 区間         |
| -- | --------- | ------------ |
| 1  | 国道34号  | 長崎県の全域 |
| 2  | 国道35号  | 長崎県の全域 |
| 3  | 国道57号  | 長崎県の全域 |
| 4  | 国道202号 | 長崎県の全域 |
| 5  | 国道204号 | 長崎県の全域 |
| 6  | 国道205号 | 全域         |
| 7  | 国道206号 | 全域         |
| 8  | 国道207号 | 長崎県の全域 |
| 9  | 国道251号 | 全域         |
| 10 | 国道499号 | 長崎県の全域 |